# Germanisches Nationalmuseum

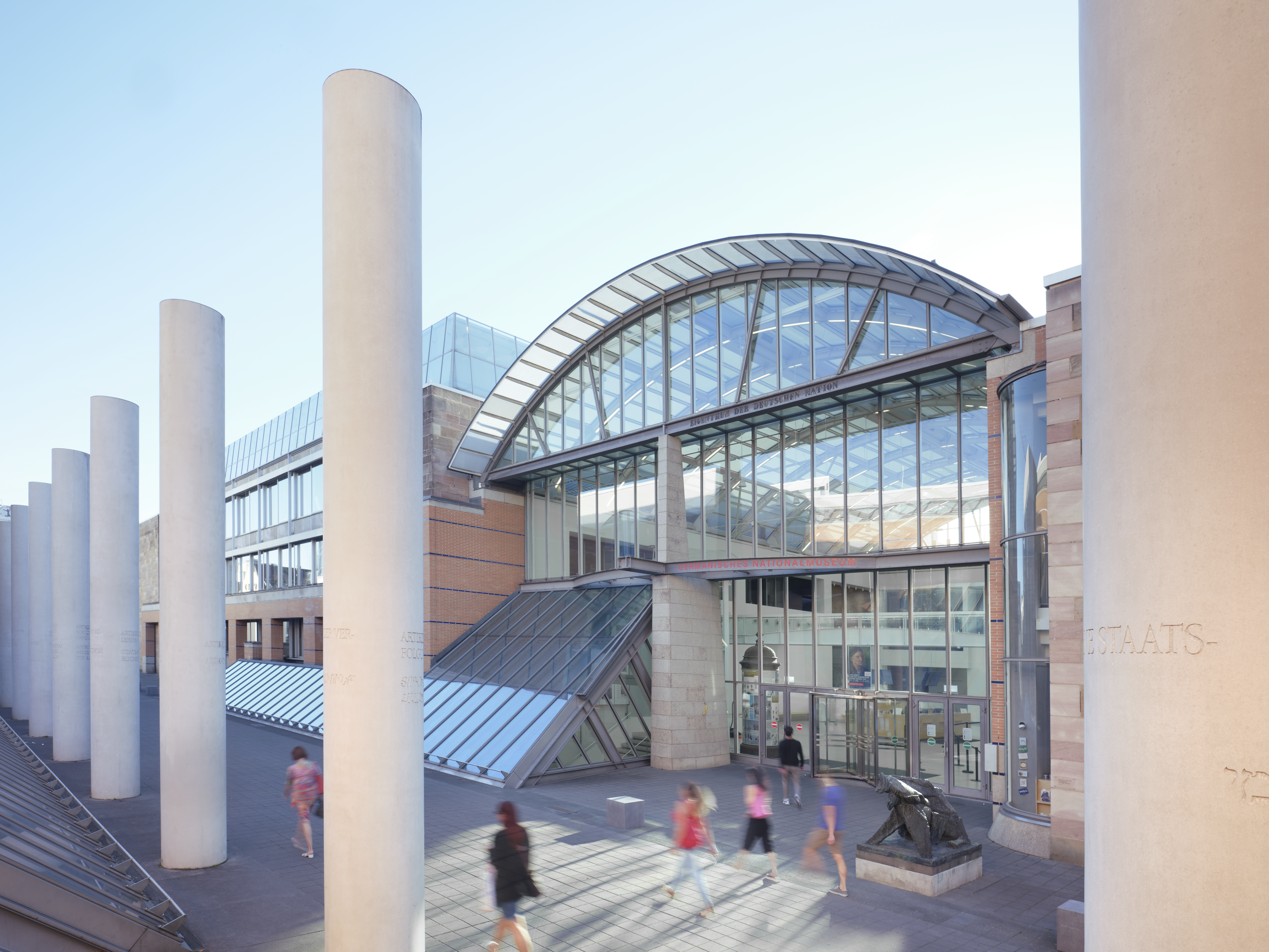
Germanisches Nationalmuseum.

Germanisches Nationalmuseum, ursprungligen Germanisches Museum, är ett tyskt museum i Nürnberg, grundat 1852 som en stiftelse för hela Tyskland. Museet är inriktat på tysk konst, kultur och historia.
Dess förste ledare blev friherre Hans von und zu Aufseß, vars samlingar även bildade museets grundstomme. Bland senare chefer märks August Ottmar von Essenwein, Gustav von Bezold och Ernst Heinrich Zimmermann. Ett större huskomplex innanför de gamla murarna i Nürnberg kring ett medeltida kartusiankloster, av vilket kyrkan och flera salar är bevarade. Man har sedan utökat museet ytterligare med tillbyggnader. Från 1874 erhöll museet stöd från tyska staten.
Museet har en mängd avdelningar, belysande Tysklands äldre kultur. Mest betydande är konstsamlingarna och vissa konstindustriella avdelningar.